# Paraixeris chelidoniifolia
Paraixeris chelidoniifolia là một loài thực vật có hoa trong họ Cúc. Loài này được (Makino) Nakai mô tả khoa học đầu tiên năm 1920.